# HD 111915
HD 111915，又名CD-48 7753，SAO 223731、HR 4888，是一颗恒星，视星等为4.33，位于銀經303.22，銀緯13.93，其B1900.0坐标为赤經12h 47m 27.2s，赤緯-48° 13.93′ 57″。